# Kim Min-sun
Kim Min-sun (kor. 김민선; ur. 16 czerwca 1999 w Seulu) – południowokoreańska łyżwiarka szybka, dwukrotna medalistka mistrzostw świata, zdobywczyni Pucharu Świata, olimpijka.

## Wyniki

### Igrzyska olimpijskie
| Rok  | Gospodarz  | 500 m | 1000 m |
| ---- | ---------- | ----- | ------ |
| 2018 | Pjongczang | 16    | —      |
| 2022 | Pekin      | 7     | 16     |

### Mistrzostwa świata na dystansach
| Rok  | Gospodarz      | 500 m | 1000 m | sprint drużynowy |
| ---- | -------------- | ----- | ------ | ---------------- |
| 2017 | Gangneung      | 15    | —      | —                |
| 2019 | Inzell         | 17    | —      | 6                |
| 2020 | Salt Lake City | 18    | 23     | —                |

### Mistrzostwa świata w wieloboju
| Rok  | Gospodarz | wielobój |
| ---- | --------- | -------- |
| 2016 | Berlin    | 23       |